# Paracles argentina
Paracles argentina là một loài bướm đêm thuộc phân họ Arctiinae, họ Erebidae.